# Proasellus wolfi
Proasellus wolfi är en kräftdjursart som beskrevs av Dudich 1925. Proasellus wolfi ingår i släktet Proasellus och familjen sötvattensgråsuggor. Inga underarter finns listade i Catalogue of Life.